# Eriauchenius tsingyensis
Eriauchenius tsingyensis är en spindelart som först beskrevs av Leon N. Lotz 2003.  Eriauchenius tsingyensis ingår i släktet Eriauchenius och familjen Archaeidae.
Artens utbredningsområde är Madagaskar. Inga underarter finns listade i Catalogue of Life.